# Tipula schizomera
Tipula schizomera är en tvåvingeart som beskrevs av Alexander 1940. Tipula schizomera ingår i släktet Tipula och familjen storharkrankar. Inga underarter finns listade i Catalogue of Life.